# Daniele Caroli
Pour les articles homonymes, voir Caroli.
Daniele Caroli, né le 10 janvier 1959 à Faenza en Italie est un coureur cycliste italien. Professionnel de 1982 à 1990, il a notamment remporté la semi-classique Milan-Turin.

## Biographie

### 1982-1985: début de carrière professionnelle chez Termolan
En 1982, Daniele Carioli rejoint l'équipe italienne Termolan-Galli. Durant cette saison, il participe au Tour d'Italie ou il obtient un podium sur la 15e étape, il termine également 4e du Trophée Laigueglia et 6e du Tour d'Émilie.
La saison suivante, il participe à nouveau au Tour d'Italie sans faire de résultats notables. La même année, il se classe 2e du Tour d'Émilie, 3e du Tour de l'Etna et termine sur le podium d'une étape du Tour de Suède.
Lors de la saison 1984, Daniele Carioli termine sur le podium des Championnats d'Italie sur route et se classe 2e du Tour de la province de Reggio de Calabre.
Sa première victoire survient en 1985, sur les routes italiennes de la semi-classique de Milan-Turin, Daniele Carioli récidive sur le Tour de Campanie et sur la 1re étape du Tour des Pouilles. Lors de cette saison, il termine également 12e de Tirreno-Adriatico en réalisant deux top 5 sur des étapes, il participe au Tour d'Italie  pour la quatrième année consécutive mais également au Tour de France pour la première fois.

### 1986-1988: professionnel chez Ecoflam
Après une belle saison réalisée chez Termolan, le sprinteur italien rejoint l'équipe Ecoflam-BFB pour 3 ans. Lors de la première saison, il remporte une étape sur Tirreno-Adriatico et se classe 2e du Trophée Baracchi. L'année suivante, il remporte le Trophée Pantalica, le Grand Prix de l'industrie et du commerce et la 3e étape du Tour de Catalogne. Il termine également 2e de la Semaine internationale Coppi et Bartali, 4e du Tour du Piémont et 11e du Tour de Lombardie.
Après une saison blanche en 1988, Daniele Carioli rejoint l'équipe  Del Tongo

### 1989-1990: fin de carrière
Les saisons 1989 et 1990 sont sans victoire pour le sprinteur italien. Malgré sa tentative de se relancer dans l'équipe espagnole Tulip Computers en 1990 après une année au sein de la formation Del Tongo. Sa meilleure performance reste une 4e place sur la 1re étape du Tour du Pays basque. À la fin de la saison 1990, il prend le départ du Tour d'Espagne pour la première fois et termine 101e du classement général de cette course.
Il met un terme à sa carrière à 31 ans, sa plus belle saison restant 1985 avec sa victoire sur MIlan-Turin.

## Palmarès

### Palmarès amateur
- 1977
  - Coppa della Pace
  - Circuit de Cesa
  -  Médaillé de bronze du championnat du monde du contre-la-montre par équipes juniors
  - 3e de la Coppa Pietro Linari
  - 3e du Trofeo Emilio Paganessi
  - 3e du Trofeo Buffoni
- 1979
  - Coppa San Geo
  - 2e du Piccola Sanremo
- 1980
  - 2e étape de la Semaine bergamasque
- 1981
  - Vicence-Bionde
  - 3e étape de la Semaine bergamasque
  - Trophée Mauro Pizzoli
  - 2e de la Coppa 29 Martiri di Figline di Prato

### Palmarès professionnel
| - 1983 - 2e du Tour d'Émilie - 3e du Tour de l'Etna - 1984 - 2e du Tour de la province de Reggio de Calabre - 3e du championnat d'Italie sur route (Coppa Bernocchi) - 5e de Milan-San Remo - 1985 - Milan-Turin - Tour de Campanie - 1re étape du Tour des Pouilles - 2e du Trophée Baracchi (avec Michael Wilson) - 3e du Tour de la province de Reggio de Calabre | - 1986 - 2e étape de Tirreno-Adriatico - 2e du Trophée Baracchi (avec Michael Wilson) - 3e du championnat d'Italie de course aux points - 1987 - Trophée Pantalica - Grand Prix de l'industrie et du commerce de Prato - 4e étape du Tour de Catalogne - 2e de la Semaine cycliste internationale - 10e de Tirreno-Adriatico |  |

## Résultats sur les grands tours

### Tour de France
1 participation
- 1985 : abandon (16e étape)

### Tour d'Italie
7 participations
- 1982 : 107e
- 1983 : 99e
- 1984 : 86e
- 1985 : non-partant (13e étape)
- 1986 : abandon (21e étape)
- 1987 : abandon (7e étape)
- 1988 : 116e

### Tour d'Espagne
1 participation
- 1990 : 101e